# Chaturbate
Chaturbate（チャッターベート）は、個人のカムガールとカップルによる生配信Webカメラのパフォーマンスを提供するアダルトウェブサイト。パフォーマンスの内容は、ストリップや猥談、性具を用いてのオナニーなどの、ヌードや性的行為である。
このサイトは毎月約410万人のユニークビジターがいると推定されている 。